# Regering-Willmar
De Regering Willmar was van 2 december 1848 tot 23 september 1853 aan de macht in het Groothertogdom Luxemburg.

## Samenstelling
| Persoon                        | ambt |
| ------------------------------ | --- |
| Jean-Jacques Madelaine Willmar | President van de Raad, administrateur-generaal van Buitenlandse Zaken, Justitie en Religieuze Zaken, ad interim administrateur-generaal van Openbaar Onderwijs |
| Mathias Ulrich                 | administrateur-generaal van Binnenlandse Zaken, ad interim administrateur-generaal van Openbare Werken en Communes                                             |
| Norbert Metz                   | administrateur-generaal van Financiën, ad interim administrateur-generaal van Militaire Zaken                                                                  |
| Jean Ulveling                  | administrateur-generaal van Communale Zaken |